# زبان‌های سامی مرکزی
زبان‌های سامی مرکزی یک گروه زبانی زیرشاخه سامی غربی است که شامل زبان‌های عربی و زبان‌های سامی شمال غربی: (زبان‌های آرامی، اوگاریتی، کنعانی و فنیقی) است. زبان‌های سامی مرکزی یکی از زیر گروه‌های زبان سامی غربی است به همراه سامی جنوبی (عربستانی جنوبی نو و عربستان جنوبی باستان و زبان‌های سامی اتیوپی) است.